# Phyllometra cacuminaria
Phyllometra cacuminaria là một loài bướm đêm trong họ Geometridae.